# Chilogrammo forza
Il chilogrammo forza o chilogrammo peso (simbolo kgf, kgp, kgf o semplicemente kg, benché propriamente kg sia il simbolo del chilogrammo di massa), nel mondo anglosassone anche abbreviato kp (da kilopond), è un'unità di misura ingegneristica adottata comunemente per misurare una forza.

## Descrizione
Essa corrisponde alla forza peso esercitata da una massa di un chilogrammo sottoposta ad un'accelerazione di gravità pari a 9,80665 m/s².
Un corpo avente una massa di 70 kg ha un peso di 70 kgp, quindi il valore che esprime il peso in kgp coincide numericamente sulla Terra con quello che esprime la massa in kg (anche se sono dimensionalmente diversi).
Volendo esprimere il peso in newton si utilizza la relazione P = mg (che deriva dal secondo principio della dinamica), detto anche principio di proporzionalità di Newton o di conservazione: F=ma, pertanto è pari a 9,80665 N. Sovente si approssima l'accelerazione di gravità con 10 m/s², per cui con larga approssimazione, 1 kgf ≈ 10 N.
Il chilogrammo forza non è mai stato una unità di misura del Sistema internazionale (SI), che adotta come grandezze fondamentali la massa, la lunghezza e l'intervallo di tempo, e in cui l'unità di misura della forza è il newton.
Nel Sistema pratico degli ingegneri, invece, la forza è una delle grandezze fondamentali (insieme alla lunghezza e all'intervallo di tempo), e si misura in chilogrammi forza.
Il chilogrammo forza è stato spesso utilizzato ed è ancora in uso, ad esempio, per misurare la spinta di un motore a razzo o di un motore a getto sin dagli anni quaranta in Germania ed in Unione Sovietica ed è ancora usato in Russia, in Cina e dall'Agenzia Spaziale Europea.
Il decanewton (daN, 10 newton) è utilizzato in alcuni campi come approssimazione del chilogrammo forza.
La tonnellata forza (tf, in inglese tonne-force o metric ton-force) o megagrammo forza (Mgf o megapond Mp) corrisponde a 1000 chilogrammi forza.
|       | newton (unità SI)                                                   | dyne                                                                | chilogrammo forza                                             | libbra forza      | poundal                                                              |
| ----- | ------------------------------------------------------------------- | ------------------------------------------------------------------- | ------------------------------------------------------------- | ----------------- | -------------------------------------------------------------------- |
| 1 N   | {\textstyle {\overset {\underset {\mathrm {def} }{}}{=}}} 1 kg·m/s² | = 105 dyn                                                           | ≈ 0,10197 kgf                                                 | ≈ 0,22481 lbf     | ≈ 7,2330 pdl                                                         |
| 1 dyn | = 10−5 N                                                            | {\textstyle {\overset {\underset {\mathrm {def} }{}}{=}}} 1 g·cm/s² | ≈ 1,0197×10−6 kgf                                             | ≈ 2,2481×10−6 lbf | ≈ 7,2330×10−5 pdl                                                    |
| 1 kgf | = 9,80665 N                                                         | = 980 665 dyn                                                       | {\textstyle {\overset {\underset {\mathrm {def} }{}}{=}}}1kgf | ≈ 2,2046 lbf      | ≈ 70,932 pdl                                                         |
| 1 lbf | ≈ 4,448222 N                                                        | ≈ 444 822 dyn                                                       | ≈ 0,45359 kgp                                                 | ≡1lbf             | ≈ 32,174 pdl                                                         |
| 1 pdl | ≈ 0,138255 N                                                        | ≈ 13 825 dyn                                                        | ≈ 0,014098 kgp                                                | ≈ 0,031081 lbf    | {\textstyle {\overset {\underset {\mathrm {def} }{}}{=}}} 1 lb·ft/s² |